# Frances Parker

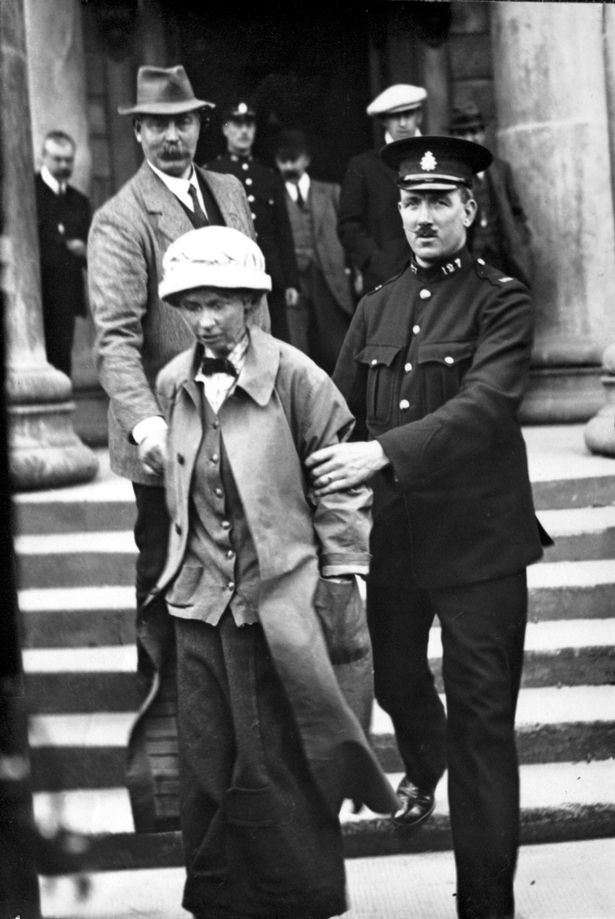
Frances Parker (1914)

Frances Mary Parker, OBE (* 24. Dezember 1875 in Waimate, Region Canterbury Neuseeland; † 19. Januar 1924 in Arcachon, Département Gironde, Region Nouvelle-Aquitaine, Frankreich), auch als Fanny Parker bekannt, war eine neuseeländisch-britische Suffragette und Kämpferin für das Frauenwahlrecht in Großbritannien.

## Frühes Leben
Frances Mary Parker wurde am 24. Dezember 1875 als erste Tochter der Eheleute Frances Emily Jane Kitchener und dem Landwirt Harry Rainey Parker in Waimate im Süden der Region Canterbury geboren. Sie war die Nichte von Lord Kitchener. Über ihre Kindheit, Jugendzeit und Schulbildung in Neuseeland ist nichts bekannt.
1896 verließ Parker Neuseeland um in England am Newnham College der University of Cambridge studieren zu können. Ihr Onkel, Lord Kitchener, finanzierte die dortige Ausbildung. Nach ihrem Abschluss im Jahr 1899 unterrichtete sie als Lehrerin mehrere Jahre in Frankreich und Neuseeland. 1905 kehrte sie zu ihren Eltern auf die Farm von Little Roderick am Waitaki River in Canterbury zurück.

## Engagement als Suffragette in England
Wann genau Parker wieder zurück nach England ging, ist nicht bekannt, wohl aber, dass sie angespornt durch Neuseelands Vorreiterschaft in Bezug auf das Frauenwahlrecht, das Frauen 1893 per Gesetzesänderung gewährt wurde, 1908 zunächst in der Scottish Universities Women’s Suffrage Union aktiv wurde und noch im gleichen Jahr der Women’s Social and Political Union (WSPU) in Großbritannien beitrat. Auch ist bekannt, dass sie sich bereits ab Februar 1908 zunehmend an militanten Aktionen beteiligte und dafür dann auch mehrfach verhaftet wurde. Parker war auch dabei, als am 13. Februar 1908 demonstrierende Frauen versuchten das britische Unterhaus zu betreten, um dem Premierminister eine Petition übergeben zu können. Bei den anschließenden Handgreiflichkeiten wurde auch Parker verhaftet, kam aber mit den anderen verhafteten Frauen auf Kaution wieder frei. Bei einer anderen Aktion folgte allerdings eine sechswöchige Haftstrafe.

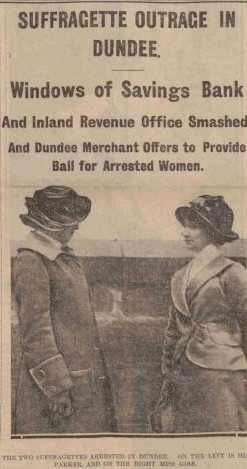
Frances Parker (links) und Ellison Scotland Gibb auf der Titelseite des Evening Telegraph and Post, 30. Oktober 1912

Nach einer anderen Aktion im März 1912, bei dem Fenster zerstört wurden, wurde Parker mit Mitstreiterinnen zu vier Monaten Haft im damaligen Holloway Prison, einem Frauengefängnis in London verurteilt. Wie viele von den inhaftierten Suffragetten ging auch Parker in einen Hungerstreik und wurde Zwangsernährt. Später im Jahr 1912 wurde sie wegen ähnlicher Taten zwei Mal erneut inhaftiert und beide Male nach mehrtägigem Hungerstreik wieder frei gelassen.
An den dann 1914 immer gewalttätigeren Aktion, bei denen Gebäude in Großbritannien zu Schaden kamen, war schließlich auch Parker beteiligt. Als Parker zusammen mit Ethel Moorhead am 8. Juli 1914 das Burns Cottage in Alloway, South Ayrshire, Schottland, in Brand zu stecken versuchten, wurden beide überrascht und während Ethel flüchten konnte, wurde Parker überwältigt und in Untersuchungshaft genommen. In der Haftanstalt trat sie dann in einen Hungerstreik und wurde als Folge in ein spezielles Gefängnis in die schottischen Stadt Perth an die Ostküste überführt. Dort wurde sie brutal zwangsernährt und ihr schwere Blutergüsse zufügt. Sie erkrankte schwer und musste in ein Pflegeheim überführt werden. Dort gelang ihr die Flucht.
Mit Beginn des Erstens Weltkriegs beendeten die Suffragetten ihre militante Kampagne als Kampf für die Einführung des Frauenwahlrechts, ließen aber in ihrer Lobby-Arbeit nicht nach. Die nach seinerzeitigem Recht kriminell gewordenen Suffragetten wurden amnestiert und 1918 gab man Frauen über 30 Jahre das Wahlrecht, wenn sie über einen bestimmten Mindestbesitz verfügten. Ein Anfang war damit gemacht.

## Ihr Engagement während und Krieges
Parker trat am 29. März 1917 während des Krieges in den Women’s Army Auxiliary Corps, das 1918 in Queen Mary’s Army Auxiliary Corps umbenannt wurde. Sie stieg in der Organisation, in der 57.000 Frauen sowohl in der Heimat als auch in Frankreich und Belgien Dienst taten, zur stellvertretenden Leiterin auf, und wurde bevor die Organisation auf gelöst wurde, am 15. Januar 1920 aus dem Dienst entlassen. Parker war auch Oberbefehlshaberin des Women's Signaller Territorial Corps, das gegründet wurde, um Telegrafisten und andere männliche Melder an die Front zu schicken und sprach bei Versammlungen und Demonstrationen unter freiem Himmel über kriegsbezogene Themen.
Frances Mary Parker verstarb am 19. Januar 1924 in Frankreich, im Ort Arcachon im Département Gironde. Die Umstände sind nicht bekannt.

## Ehrungen
- 1912 – Women’s Social and Political Union Medal for Valour[3]
- ???? – British War Medal
- ???? – Victory Medal
- ???? – Officer of the Most Excellent Order of the British Empire (OBE)

Die Women’s Social and Political Union Medal for Valour, auf dessen Vorderseite Hunger Strike eingraviert ist, wurde 2016 für in etwa 40.000 NZD vom Museum of New Zealand Te Papa Tongarewa gekauft.